# Évence-Narcisse Coppée
Pour les articles homonymes, voir Coppée.
Le baron Évence-Narcisse Coppée (également nommé Évence II), né à Haine-Saint-Paul le 13 juin 1851 et mort au château de Roumont, propriété familiale située dans la localité d'Ochamps (actuellement commune de Libin) le 24 juin 1925, est un ingénieur, industriel et financier belge, créateur avec son fils du Groupe Coppée. Il est un capitaine d'industrie dans le domaine de l'industrie charbonnière et de la sidérurgie.

## Biographie
Évence-Narcisse Joseph Coppée, né à Haine-Saint-Paul le 13 juin 1851, fait partie d'une grande dynastie d'industriels belges. Il est le fils d'Évence-Dieudonné Coppée I, industriel, et de Joséphine Warmont. Le 18 juillet 1877, il épouse à Zittau (Allemagne) Ludmilla Tannenberg, d'origine allemande qui lui donne trois filles et deux fils dont Évence-Dieudonné Coppée III (ou Évence III), son successeur à la tête du Groupe Coppée. 
En 1872, Évence-Narcisse Coppée (Évence II) est diplômé ingénieur des arts et manufacture, du génie civil et des mines à l'Université catholique de Louvain. Sorti des études, il seconde rapidement son père Évence Dieudonné I. Innovant, il prend deux brevets, l'un pour un système de fours à coke et de fours à gaz, l'autre, « pour le lavage de toute matière composée de parties ayant des poids spécifiques différents ». 
À la suite du décès de son père en 1875, Évence II laisse à sa mère, à son frère et à ses beaux-frères la gestion de l'affaire familiale, les fours à coke et les fonderies de Baume, pour se consacrer à la promotion des procédés « Coppée ». Il exploite, à compte propre, les brevets dont il a hérité et ceux qui déjà portent son nom et s'associe à Mons avec le constructeur de lavoirs Lührig, inventeur des bacs à piston. Évence II devient un grand constructeur de fours à coke. Il érige en 1879 à Ressaix, dans la région du Centre, une cokerie, dernier cri de la technique ainsi que des cokeries en Westphalie (Allemagne), en Espagne et en Russie. En 1886, il élargit son activité à l'extraction de houille pour fournir ses cokeries en énergie. Dans le bassin du Centre, il achète les Charbonnages de Ressaix puis en 1887 les Charbonnages de Maugretout à Mont-Sainte-Aldegonde, en 1888 ceux de Leval-Trahegnies, de Péronne en 1891 et Houssu en 1911. Toutes ses activités sont regroupées en 1906 en une société anonyme qui emploie 2 000 ouvriers. 
À partir de 1904, il est secondé par son fils Évence-Dieudonné Coppée III. Ensembles, ils prospectent le sous-sol de la Campine, à la suite de la découverte en 1901 de charbon par le géologue André Dumont. S'associant avec d'autres partenaires financiers, il crée en 1912 la Société des Charbonnages de Winterslag. À partir de cette époque, les mines de charbon belges seront ainsi constituées de celles occupant le sillon Sambre-et-Meuse et par celles du Limbourg belge. 
Le 6 mars 1914, il constitue avec ses cinq enfants la société en commandite Évence Coppée et Cie. Évence II et III sont, avec tous les pouvoirs, les gérants de la nouvelle société. À la veille de la Première Guerre mondiale, le groupe Coppée occupe une place influente dans l'industrie houillère et cokière du pays. Plus des trois quarts du coke belge sont issus de batteries du type Coppée. Évence II est président du Syndicat des Cokes Belges, président du Comptoir Belge du Sulfate d'Ammoniaque et il sera en 1918 président de la Fédération des Associations Charbonnières. 
Par ailleurs, Évence-Narcisse Coppée acquiert le château de Roumont et son domaine en 1885. En 1912, le château est transformé et agrandi par l'architecte Alban Chambon dans un style Renaissance française. De 1900 à 1914, les Coppée font également construire six fermes modernes destinées à l'exploitation du domaine de Roumont.  
La Première Guerre mondiale cause de sérieux dégâts au groupe : six de ses usines sont détruites et il perd les actifs russes. Tant bien que mal, l'extraction de charbon continue en Belgique occupée ainsi que la production du coke et des sous-produits. Les Coppée résistent aux exigences allemandes et viennent en aide à la population belge au sein du Comité national de secours et d'alimentation. Par ailleurs, ils participent à des tractations secrètes entre les alliés et l'Allemagne en vue de conclure la paix. Évence II se rend à trois reprises pendant plusieurs mois en France pour y conférer avec le gouvernement de Broqueville en exil au Havre. 
Au lendemain de la Première guerre mondiale, il est mêlé avec son père, Évence-Narcisse Coppée, à une affaire politico-judiciaire de fournitures industrielles à l'occupant allemand. Ils sont arrêtés en juin 1920 et restent emprisonnés plusieurs mois. La Cour d'assises les acquittera toutefois en juillet 1924, l'ex-premier ministre Charles de Broqueville ayant indiqué qu'il était nécessaire de produire du charbon en Belgique pour couvrir les besoins de la population belge. 
Évence II se retire alors progressivement des affaires, laissant les rênes de sa société à son fils Évence III. 
À la suite de son décès au château de Roumont le 24 juin 1925, ses funérailles sont célébrées à Ochamps et il est inhumé au cimetière d'Evere. 

## Hommages et distinction
En 1912, le roi Albert Ier accorde à Évence II une concession de noblesse et le titre de baron, transmissible à sa primogéniture mâle. Celui-ci choisit comme devise « Acta non verba ».
On trouve une « Rue baron Coppée » à Libin et une « Baron Coppéelaan » (avenue baron Coppée) à Maasmechelen.
Il a reçu la distinction suivante :
- Chevalier de l'ordre de Léopold (Belgique).